# مرتن
مرتن (به فرانسوی: Merten) یک کمون در فرانسه است که در Canton of Bouzonville واقع شده‌است.

## خصوصیات
مرتن ۵٫۲۳ کیلومترمربع مساحت و ۱٬۵۹۴ نفر جمعیت دارد و ۲۰۰ متر بالاتر از سطح دریا واقع شده‌است.